# Лунцюань
Лунцюань (кит. спр. 龙泉市, піньїнь: Lóngquán Shì) — місто-повіт в південнокитайській провінції Чжецзян, складова міста Лішуй.

## Географія
Лунцюань лежить на висоті близько 190 метрів над рівнем моря у передгір'ях пасма Уїшань на однойменній річці.

### Клімат
Місто знаходиться у зоні, котра характеризується вологим субтропічним кліматом. Найтепліший місяць — липень із середньою температурою 28 °C. Найхолодніший місяць — січень, із середньою температурою 7,1 °С.
| Клімат Лунцюаня         | Клімат Лунцюаня | Клімат Лунцюаня | Клімат Лунцюаня | Клімат Лунцюаня | Клімат Лунцюаня | Клімат Лунцюаня | Клімат Лунцюаня | Клімат Лунцюаня | Клімат Лунцюаня | Клімат Лунцюаня | Клімат Лунцюаня | Клімат Лунцюаня | Клімат Лунцюаня |
| Показник                | Січ.            | Лют.            | Бер.            | Квіт.           | Трав.           | Черв.           | Лип.            | Серп.           | Вер.            | Жовт.           | Лист.           | Груд.           | Рік             |
| Середній максимум, °C   | 12,9            | 14,6            | 18,2            | 23,9            | 28              | 30,3            | 34,4            | 33,7            | 30,1            | 25,8            | 20,6            | 15,5            | 24              |
| Середня температура, °C | 7,1             | 9,2             | 12,6            | 17,9            | 22              | 25              | 28              | 27,4            | 24,4            | 19,6            | 14              | 8,5             | 18              |
| Середній мінімум, °C    | 3,5             | 5,5             | 8,9             | 13,8            | 17,9            | 21,3            | 23,6            | 23,4            | 20,5            | 15,2            | 9,7             | 4,1             | 14              |
| Норма опадів, мм        | 71.8            | 98.1            | 184.1           | 207.1           | 226.9           | 329.9           | 154.2           | 125.2           | 93              | 48.8            | 65.9            | 44.2            | 1649.2          |
| Вологість повітря, %    | 79              | 79              | 80              | 79              | 79              | 82              | 79              | 79              | 79              | 76              | 78              | 77              | 78.8            |
| ----------------------- | --------------- | --------------- | --------------- | --------------- | --------------- | --------------- | --------------- | --------------- | --------------- | --------------- | --------------- | --------------- | --------------- |
| Джерело: data.cma.cn    |                 |                 |                 |                 |                 |                 |                 |                 |                 |                 |                 |                 |                 |